# Беневські гербу Радван

Герб Юноша.

Бене́вські гербу Радван (пол. Jaskólscy, Jaskólski, Jaskulski) — польський шляхетський рід Речі Посполитої. Походить із села Беневиця Сохачевського повіту в Мазовії. В 15 столітті одна гілка роду оселилася в Підляшші, інша — в 16 столітті на Поділлі. В середині 17 століття року мали маєтності в Руському і Волинському воєводствах. В Російській імперії належали до дворян Волинської губернії.

## Представники
- Ян, у 1484 році його дружиною згадана Ядвіга Лещинська гербу Беліна

- Бенедикт (Адам[1])
  - Станіслав-Казимир Беневський (1610–1676) — чернігівський воєвода

- Войцех Домінік — галицький підчаший (1658-1674)[2]